# Macrosemia sapaensis
Macrosemia sapaensis — вид цикад. Описаний у 2022 році. Ендемік В'єтнаму. Відомий лише у типовому місцезнаходженні — Національний парк  Хоангльєн в окрузі Шапа в провінції Лаокай на півночі країни. Від округу Шапа (в'єт. Sa Pa) походить назва виду sapaensis.